# Itsuki Oda
Itsuki Oda (小田 逸稀 Oda Itsuki?), född 16 juli 1998 i Saga prefektur, är en japansk fotbollsspelare.
Oda började sin karriär 2017 i Kashima Antlers. 2020 flyttade han till FC Machida Zelvia.